# إينسلي مايتلاند نيلز
أينسلي كوري مايتلاند نيلس (بالإنجليزية: Ainsley Cory Maitland-Niles)‏ (و. 1997  م) هو لاعب كرة قدم، من المملكة المتحدة، ولد في لندن، يلعب كلاعب وسط.

## وصلات خارجية
- إينسلي مايتلاند نيلز على موقع الاتحاد الأوربي (الإنجليزية)
- إينسلي مايتلاند نيلز على موقع إي إس بي إن إف سي (الإنجليزية)
- إينسلي مايتلاند نيلز على موقع قاعدة بيانات كرة القدم.إي يو (الإنجليزية)
- إينسلي مايتلاند نيلز على موقع ليكيب (الفرنسية)
- إينسلي مايتلاند نيلز على موقع ناشيونال فوتبول تيمز (الإنجليزية)
- إينسلي مايتلاند نيلز على موقع Soccerbase.com (لاعب) (الإنجليزية)
- إينسلي مايتلاند نيلز على موقع Soccerway.com (الإنجليزية)
- إينسلي مايتلاند نيلز على موقع عالم كرة القدم.نت (الإنجليزية)
- إينسلي مايتلاند نيلز على موقع كووورة

- اللاعب إينسلي مايتلاند نيلز على موقع كووورة.
- England profile at الاتحاد الإنجليزي لكرة القدم (بالإنجليزية)